# Eriq La Salle
Erik Ki La Salle, lepiej znany jako Eriq La Salle (ur. 23 lipca 1962 w Hartford) – amerykański aktor, reżyser, scenarzysta, producent telewizyjny i filmowy.

## Życiorys
Urodził się w Hartford w stanie Connecticut jako syn Ady Haynes. Ukończył Weaver High School i Artists Collective, Inc. w Hartford. W latach 1980–1984 studiował w Juilliard School. W 1984 ukończył Graduate Acting Program w Tisch School of the Arts na Uniwersytecie Nowojorskim.
Na początku kariery występował w teatrze w sztukach Szekspira, w tym Henryk V, a także na Broadwayu i produkcjach off-Broadwayowskich. W 1985 pojawił się na szklanym ekranie w operze mydlanej ABC Tylko jedno życie jako reporter Mike Rivers. Debiutował w kinowej roli Darryla Jenksa w komedii romantycznej Johna Landisa Książę w Nowym Jorku (1988) u boku Eddiego Murphy’ego.
Występował gościnnie w wielu serialach, w tym Inny świat (1987), HBO Vietnam War Stories (1987), Prawnicy z Miasta Aniołów (1991), CBS The Human Factor (1992), czy Zagubiony w czasie (1992), a także w filmach kinowych, w tym Zdjęcie w godzinę (2002) i Pokonaj najszybszego (2003) jako mechanik legendarnego motocyklisty o imieniu Smoke. Prawdopodobnie największą popularność przyniósł mu serial NBC Ostry dyżur, w którym wcielił się w postać doktora Bentona.
Ponadto wystąpił m.in. w reżyserowanych przez siebie filmach Psalms from the Underground i Angel of Harlem.

## Filmografia

### Filmy fabularne
- 1988: Książę w Nowym Jorku jako Darryl Jenks
- 2002: Zdjęcie w godzinę jako detektyw James Van Der Zee
- 2003: Pokonaj najszybszego jako Slick Will
- 2017: Logan jako Will Munson

### Seriale TV
- 1985: Tylko jedno życie jako Mike Rivers
- 1987: Inny świat jako Charles Thompson
- 1990: Inny świat jako prof. Paul Mann
- 1991: Prawnicy z Miasta Aniołów jako Kenny Webster
- 1992: Zagubiony w czasie jako Bobby Lee
- 1994-2009: Ostry dyżur jako dr Peter Benton
- 2010: 24 godziny jako sekretarz generalny
- 2011: Jak to się robi w Ameryce jako Everton Thompson
- 2015: Pod kopułą jako Hektor Martin
- 2016: Angie Tribeca jako dr Brainerd

### jako reżyser
- 2007-08: Prawo i porządek: sekcja specjalna
- 2010: CSI: Kryminalne zagadki Nowego Jorku
- 2015-16: CSI: Cyber
- 2016: Lucyfer (serial telewizyjny)